# Trapèze Washington
Pour les articles homonymes, voir Trapèze (homonymie).
Le trapèze Washington est une discipline de cirque sur lequel le trapéziste s'adonne à des exercices debout.

## Particularité
Appelé trapèze Washington, du nom de son inventeur H.R. Keyes Washington (1830 -1882). Ce trapèze exige une grande stabilité, c'est pourquoi il est beaucoup plus lourd que le trapèze classique. La barre centrale est un tube rond métallique à laquelle sont fixées des boules métalliques qui l'alourdissent. Suspendu par deux câbles, il a la particularité d'être motorisé pour permettre un mouvement ascensionnel .
Il est la plupart du temps pratiqué seul ou en duo.
Parfois, certains accessoires peuvent être utilisés : chaise, échelle, rond de tête (placé au centre de la barre).

## Quelques noms d'artistes connus
- H.R. Keyes Washington,
- María Cristina del Pino Segura Gómez (Pinito del Oro), trapéziste espagnole[3],[4],

- Sabu Alegria-Ramirez[5], trapéziste méxicain,
- Gérard Edon[6],[7], trapéziste français,
- Armand Kerwich[8],[9], trapéziste français.
- Louana Seclet, trapéziste française fille de Mathieu Seclet lui même trapéziste